# バシラス属
バシラス属（ - ぞく、羅: Bacillus、バチルス属、バキッルス、バキルルス）は、フィルミクテス門 (バシラス門) バシラス綱バシラス目バシラス科に分類される細菌の属である。

## 概要
芽胞を形成する。偏性好気性（一部通性嫌気性）のグラム陽性桿菌である。カタラーゼに陽性。一部の菌種は窒素固定能を有する。この属にはグラム陽性桿菌のモデル生物として重要である枯草菌(B. subtilis)が含まれるほか、病原菌の炭疽菌(B. anthracis)やセレウス菌(B. cereus)、BT剤の殺虫成分生産菌である卒倒病菌(B. thuringiensis)などの種も含まれる。
水中や土壌に普遍的に存在する、非常に多くの種を含む属である。高pHや低温、高塩濃度、高圧といった様々な極限環境にも適応している種も多い。前述の枯草菌の亜種に納豆菌がある。種々の酵素（食品用、洗剤用、ほか多種多様な産業用酵素）の生産に用いられる等、枯草菌を筆頭として極めて有用性の高い種を含む。近年ではこの大きなバシラス属の一部が再分類され、パエニバシラス属(Paenibacillus（英語版）属)、ゲオバシラス属(Geobacillus（英語版）属)オセアノバシラス属(Oceanobacillus（英語版）属)などのいくつかの属がバシラス科の独立した属として提案されている。
バシラス属には現在のところ299種と7亜種が登録されている。この属の基準種(Type species)はBacillus subtilis（枯草菌）である。

## 遺伝的特徴
2007年現在、25のゲノムシークエンシングプロジェクトが進行中か、完了している。このプロジェクトには以下が含まれる。
- Bacillus anthracis str. 'Ames Ancestor'
- Bacillus anthracis str. A1055
- Bacillus anthracis str. A2012
- Bacillus anthracis str. Ames
- Bacillus anthracis str. Australia 94
- Bacillus anthracis str. CNEVA-9066
- Bacillus anthracis str. Kruger B
- Bacillus anthracis str. Sterne
- Bacillus anthracis str. Vollum
- Bacillus anthracis str. Western North America USA6153
- Bacillus cereus ATCC 10987
- Bacillus cereus ATCC 14579
- Bacillus cereus G9241
- Bacillus cereus NVH391-98
- Bacillus cereus E33L、Bacillus clausii KSM-K16
- Bacillus halodurans C-125
- Bacillus licheniformis ATCC 14580
- Bacillus pumilus SAFR-032
- Bacillus sp. NRRL B-14911
- Bacillus subtilis subsp. subtilis str. 168
- Bacillus thuringiensis serovar konkukian str. 97-27

枯草菌（B. subtilis）のゲノムのシークエンシングは1997年に完了し、生きた単一の真性細菌の配列として初めて公開された。このゲノムは4.2メガ塩基対であり、タンパク質をコードする領域が4100個ある。コードするペプチドの中には、抗真菌活性を持つものも含み、それゆえにB. subtilisは生物的防除に用いられている。
炭疽菌(B. anthracis)のゲノムは5227293塩基対であり、タンパク質をコードする(予測含む)領域を5508個含む。B. anthracisのゲノムにおいて、セレウス菌及びバチルス·チューリンゲンシス――両種とも配列決定が完了している――の両ゲノムとの配列類似性が高い。B. anthracisが持つタンパク質で、B. cereusが持たないタンパク質は141個しかない。B. anthracisにおける、炭疽症に関連する病原因子のほとんど全ては2つのプラスミドにコードされており、B. cereusとのホモログである。このことから、炭疽症の原因遺伝子はB. anthracisに特異的ではなく、むしろB. cereusグループ(B. anthracis、B. cereus、B. thuringiensis)に共通であることが示唆される。炭疽菌はまた、枯草菌で見られる炭水化物代謝活性を持っているようだが、キチンとキトサンの細胞外切断酵素をコードする遺伝子を持つ；この遺伝子は昆虫病原体B. thuringiensisと非常に高い相同性をもつことが確認されている。

## 歴史
- 1872年 - フェルディナント・コーンによってBacillus属が定義される。

## 利用
抗菌性活性リポペプチド(iturinn A、plipastain)と強力な界面活性を示す物質(surfactin)を分泌することから、消臭用途への実用化を目指した研究が行われている。また、遺伝子組み換えでは主に大腸菌と酵母が利用されるが、大腸菌は生産量が多いものの、生産物を菌の中に貯め込みがちで、酵母は、生産量が低い。枯草菌はその両者の欠点を克服している。